# Axa mică

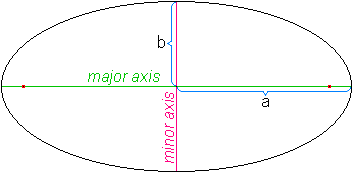
Axa mică a unei elipse (în mov)
Axa mare (în verde)
b este semiaxa minoră,
iar a semiaxa majoră.

Axa mică  sau axa minoră a unei elipse este segmentul de dreaptă care trece prin centrul elipsei și este perpendiculară pe axa mare a acesteia. Prin extensie, axa mică este distanța dintre cele două extremități ale sale.
Axa minoră traversează elipsa la jumătatea drumului dintre focare și este perpendiculară pe dreapta care le leagă.
Diametrul perpendicular, care traversează elipsa traversând prin focare, este axa mare.

## Semiaxa minoră
Semiaxa minoră este jumătatea axei mici și se întinde din centrul elipsei până la unul sau altul din punctele cele mai apropiate.
Axele sunt echivalentele eliptice ale diametrelor cercului, în timp ce semiaxele sunt echivalentele eliptice ale razelor.

## Etimologie
Termenul axa minoră provine din latină minor axis, desemnat astfel pentru că dreapta în care axa minoră este un segment  este o axă de simetrie a elipsei și distanța dintre cele două extremități ale acestui segment este mai scurtă decât aceea dintre cele două extremități ale axei majore.

## Notații
Axa mică / axa minoră este notată, în mod curent, {\displaystyle [BB']}, iar dreapta în care axa mică este un segment, {\displaystyle (BB')}.
Lungimea axei mici este notată, în mod curent, cu {\displaystyle 2b} , iar aceea a semiaxei mici cu {\displaystyle b}.

## Calcul
Lungimea semiaxei minore a unei elipse poate fi obținută prin formulele următoare:

{\displaystyle b=a{\sqrt {1-e^{2}}}={\sqrt {a^{2}-c^{2}}}={eh \over {\sqrt {1-e^{2}}}}={\sqrt {ap}}}

în care:
- {\displaystyle a} este lungimea semiaxei majore a elipsei;
- {\displaystyle e} este excentricitatea sa;
- {\displaystyle c} este excentricitatea sa liniară;
- {\displaystyle h} este distanța care separă un focar F al elipsei de directoarea (d) asociată cestui focar;
- {\displaystyle p} este lungimea semiparametrului elipsei.

## Extensiune la alte conice
Cercul este o conică cu excentricitate nulă. Prin urmare, în cazul cercului:

{\displaystyle d=2r=2a=2b}.
Hiperbola este o conică de excentricitate strict mai mare decât 1. Prin extensiune, panta asimptotelor unei hiperbole cu axa focală este notată curent {\displaystyle b/a}. Prin urmare, în cazul unei hiperbole, distanța b poate fi obținută prin formulele următoare:

{\displaystyle b=a{\sqrt {e^{2}-1}}={\sqrt {c^{2}-a^{2}}}={eh \over {\sqrt {e^{2}-1}}}={\sqrt {ap}}}.

## Astronomie
În astronomie, axa minoră a orbitei Pământului este un segment al liniei solstițiilor.